# 中邑県
中邑県（ちゅうゆう-けん）は中華人民共和国河北省にかつて存在した県。現在の滄州市北東部に相当する。
前漢により設置され、後漢により廃止された。